# Winchester (Missouri)
Pour les articles homonymes, voir Winchester.
Winchester est une ville de la proche banlieue de Saint-Louis, dans le comté de Saint-Louis, dans le Missouri, aux États-Unis,. Située au sud du comté, elle est incorporée en 1935.

## Démographie
Lors du recensement de 2010, la ville comptait une population de 1 547 habitants. Elle est estimée, en 2016, à 1 526 habitants.

### Source de la traduction
- (en) Cet article est partiellement ou en totalité issu de l’article de Wikipédia en anglais intitulé « Winchester, Missouri » (voir la liste des auteurs).